# Papaver californicum
Papaver californicum is een klaproos die endemisch is in Californië. In het Engels wordt de soort vaak fire poppy (brand klaproos) of western poppy (westelijke klaproos) genoemd.
De plant komt voor in de counties langs de kust ten zuiden van San Francisco Bay Area. Hier groeit hij in de plantengemeenschappen die met de naam 'chaparral' aangeduid worden, in bossen en andere plaatsen, vooral waar recent brand gewoed heeft.

## Beschrijving
De plant is eenjarig. De behaarde of onbehaarde stengel kan meer dan een halve meter hoog worden. De bloem aan de top van de stengel heeft vier oranje kroonbladen die 1-2 cm lang zijn. Aan de voet van de kroonbladen bevindt zich een groene vlek. Onder andere hierin onderscheidt de soort zich van Stylomecon heterophylla. 

De vrucht is 1-1,6 cm lang

## Taxonomie
De soort werd lang in de sectie Rhoeadium geplaatst, samen met andere eenjarigen van het Euraziatisch continent, maar J. W. Kadereit deelde in 1988 de soort in een nieuwe monotypische sectie Meconella in.